# Forte Amber
Il Forte Amber (in lingua hindi आमेर क़िला o in lingua inglese Amber Fort) è una fortezza situata ad Amer, una città a 11 km. da Jaipur, nello stato del Rajasthan in India. Situata su una collina, è la principale attrazione turistica dell'area di Jaipur. La città di Amer venne costruita dalla tribù dei Meena, e successivamente governata dal Raja Man Singh I (21 dicembre 1550 – 6 luglio 1614).
Il forte è noto per i suoi artistici elementi in stile indù. Con le sue grandi mura e serie di porte e sentieri in ciottoli, domina il lago Maota, che è la principale riserva idrica del Palazzo di Amber.
Costruito in arenaria rossa e marmo, l'attraente e opulento palazzo si sviluppa su quattro livelli, ognuno con un cortile. Si tratta del Diwan-i-Aam o "Sala delle udienze pubbliche", del Diwan-i-Khas o "Sala delle udienze private", del Sheesh Mahal (palazzo degli specchi) o Jai Mandir, e del Sukh Niwas dove viene creato artificialmente un clima confortevole prodotto dai venti che soffiano sopra una cascata d'acqua all'interno del palazzo. Esso è anche popolarmente conosciuto come Palazzo di Amber. Fu la residenza dei Maharaja Rajput e delle loro famiglie. All'ingresso del palazzo, vicino alla porta di Ganesh, c'è un tempio dedicato a Sila Devi, una dea del culto Chaitanya, che venne donato a Raja Man Singh, quando sconfisse il Raja di Jessore, Bengala nel 1604 (Jessore è ora in Bangladesh).
Questo palazzo, assieme a forte Jaigarh, si trova sopra Cheel ka Teela (collina delle aquile) nella catena dei monti Aravalli. Il palazzo e il forte Jaigarh sono considerati un unico complesso, visto che sono collegati da un passaggio sotterraneo. Questo passaggio era considerato una via di fuga, in tempo di guerra, per consentire ai membri della famiglia reale e agli altri abitanti del forte Amber di spostarsi verso il più sicuro forte Jaigarh.
La Soprintendenza del Dipartimento di Archeologia e dei musei ha segnalato che il palazzo è visitato da 5.000 persone al giorno, con 1,4 milioni di visitatori in tutto il 2007.
Nel corso della 37ª sessione del World Heritage Committee tenutasi a Phnom Penh, in Cambogia, nel 2013, il forte di Amber, assieme a cinque altri forti del Rajasthan, venne dichiarato patrimonio dell'umanità dell'UNESCO come parte del gruppo di fortezze collinari del Rajasthan.

## Etimologia
Amber, o Amer, deriva il suo nome dal tempio Ambikeshwar, costruito in cima alla collina Cheel ka Teela. Ambikashwara è il nome locale del dio Shiva. Comunque, il folklore locale suggerisce che il nome deriverebbe da Amba, la dea madre Durgā.

## Geografia
Il palazzo Amber è situato su un promontorio collinare boscoso che si protende sul lago Maota, vicino alla città di Amer, a circa 11 km. dalla città di Jaipur, capitale del Rajasthan. Il palazzo è vicino all'autostrada nazionale 11C per Delhi. Una stretta strada conduce alla porta principale, nota come Suraj Pol (porta del sole). La strada è percorsa da elefanti che trasportano i visitatori.

## Storia

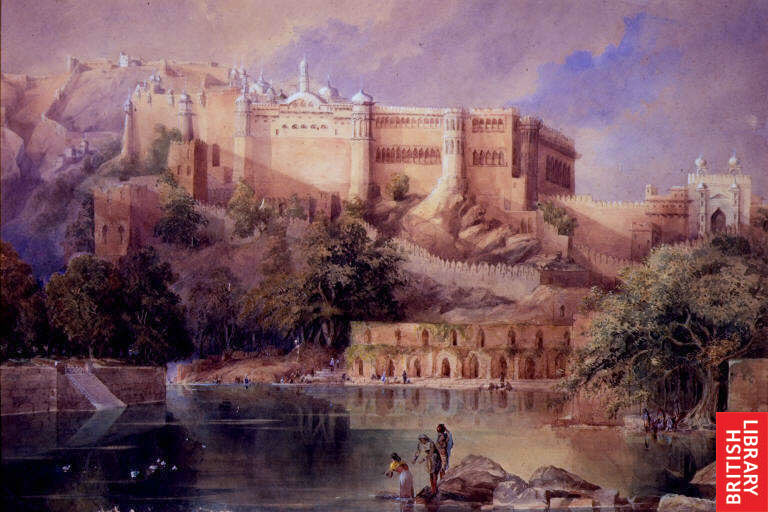
Vista del forte Amber in Rajasthan; acquerello di William Simpson, c.1860

Prima dei Kachwaha, Amer era una piccola località costruita dalla tribù dei Meena nella città che avevano consacrato ad Amba, la dea madre, che chiamavano Gatta Rani o regina del passo. Si crede che il forte sia stato costruito, per la prima volta, da Raja Man Singh nel 967. Nella struttura attuale, venne costruito sui resti di questa prima struttura durante il regno di Raja Man Singh, il re Kachwaha di Amber. La struttura fu molto ampliata dal suo successore Jai Singh I. Anche in seguito, forte Amber ha subito migliorie e aggiunte da parte dei governanti successivi nel corso dei seguenti 150 anni, fino a quando il Kachwaha spostò la capitale a Jaipur durante il regno di Sawai Jai Singh II, nel 1727.
Secondo Tod in passato era nota come Khogong. Il re Meena, Raja Ralun Singh anche noto come Alan Singh Chanda di Khogong, di animo gentile, adottò una madre Rajput, con il suo bambino, che si era rifugiata nel suo regno. Successivamente, il re Meena inviò il ragazzo, Dhola Rae, a Delhi per rappresentare il regno Meena. Il Rajput, in segno di ingratitudine per questi favori, tornò con dei cospiratori Rajput e massacrò il disarmato Meena nel Diwali mentre pregava Pitra Trapan, poiché era usanza tra i Meena di recarsi disarmati a pregare. Così conquistò Khogong. Questa azione del Kachwaha Rajput è stata definita come la più vile e vergognosa nella storia del Rajasthan.
La prima struttura Rajput venne iniziata da Raja Kakil Dev, quando Amber divenne la sua capitale nel 1036, sul sito dell'attuale forte Jaigarh. Gran parte degli edifici attuali di Amber vennero costruiti o ampliati durante il regno di Raja Man Singh I negli anni 1600. Fra gli edifici principali da lui realizzati occorre ricordare il Diwan-i-Khas nel palazzo Amber e l'elaborata e decorata Ganesh Poll costruita da Mirza Raja Jai Singh I.
L'attuale palazzo Amber, venne costruito nel tardo XVI secolo, come palazzo più grande rispetto a quello già esistente. Il palazzo vecchio, noto come Kadimi Mahal è noto per essere il palazzo più antico sopravvissuto in tutta l'India. Questo antico palazzo si trova nella valle retrostante il Palazzo Amber.
Durante il periodo medievale Amer era nota come Dhundar (significato attribuito a un monte sacrificale nelle frontiere occidentali) e governata dai Kachwaha dall'XI secolo in poi – tra il 1037 e il 1727, fino a quando la capitale venne spostata a Jaipur. La storia di Amer è indelebilmente legata a questi regnanti poiché essi fondarono il loro impero in questo luogo.
Molte delle antiche strutture del periodo medievale dei Meena sono state distrutte o sostituite. Tuttavia, l'imponente palazzo del XVI secolo e il complesso del palazzo costruito all'interno di esso dal maharaja Rajput, sono molto ben conservati.

## Configurazione
Il palazzo è diviso in quattro sezioni principali ognuna con il proprio portone d'ingresso e cortile. L'ingresso principale avviene attraverso la Suraj Pole (porta del sole) che conduce al Jalebi Chowk, il primo cortile principale. Questo era il luogo dove gli eserciti tenevano le parate di vittoria al loro ritorno dalle battaglie, osservati anche dalle donne della famiglia reale attraverso le finestre munite di grata. Questa porta era sorvegliata da un servizio in armi in quanto porta principale di ingresso al palazzo. È disposta verso oriente e viene colpita dai primi raggi del sole, da cui il nome "porta del sole". I reali a cavallo e i loro dignitari entravano attraverso questa porta.
Jaleb Chowk è una dicitura in arabo che significa luogo per assemblee di soldati. Questo è uno dei quattro cortili del palazzo, costruito durante il regno di Sawai Jai Singh (1693–1743). La guardia del corpo del Maharaja teneva delle parate in questo cortile sotto il comando del Fauj Bakshi. I Maharaja erano usi ispezionare correntemente il loro corpo di guardia. Adiacenti al cortile si trovavano le scuderie, e al piano di sopra gli alloggi delle guardie.

### Primo cortile

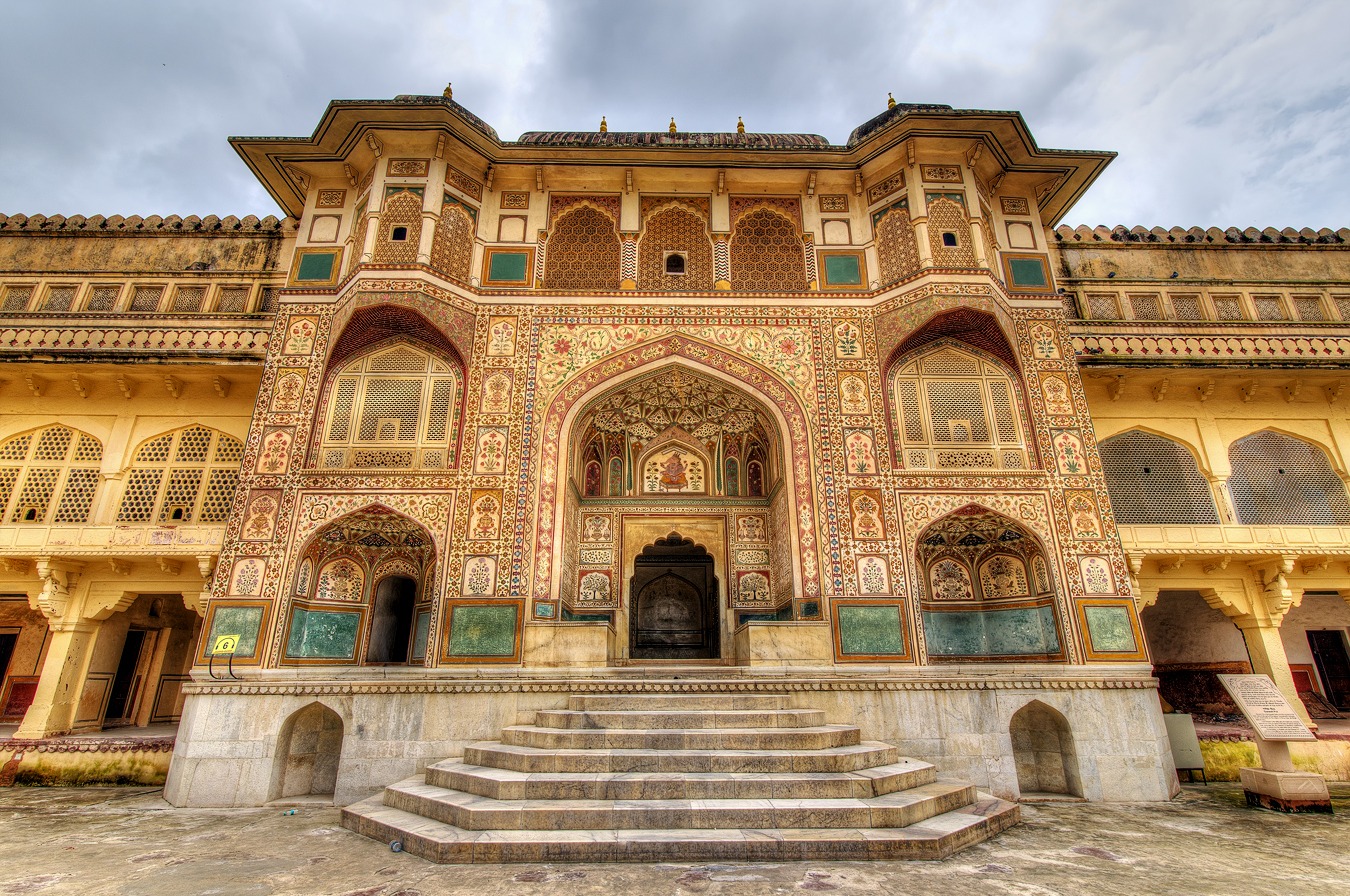
La porta Ganesh Pol

Una grande scalinata conduce al Jalebi Chowk il principale giardino del palazzo. Qui, alla destra dei gradini è il tempio di Sila Devi dove il maharaja Rajput era uso sacrificare un bufalo, a partire dal Maharaja Mansingh nel XVI secolo fino al 1980 quando il rituale sacrificio animale venne interrotto.
La Ganesh Pol, o porta di Ganesh, prende il nome dal dio indù Ganesh che rimuove tutti gli ostacoli della vita, ed è l'ingresso al palazzo privato del Maharaja. Si tratta di una struttura a tre piani, con diversi affreschi, che fu costruita da Mirza Raja Jai Singh (1621–1627). Sopra questa porta si trova la Suhag Mandir da dove le signore della famiglia reale osservavano, attraverso delle finestre munite di grata, le funzioni che si svolgevano nel Diwan-i-Aam.
Tempio di Sila Devi

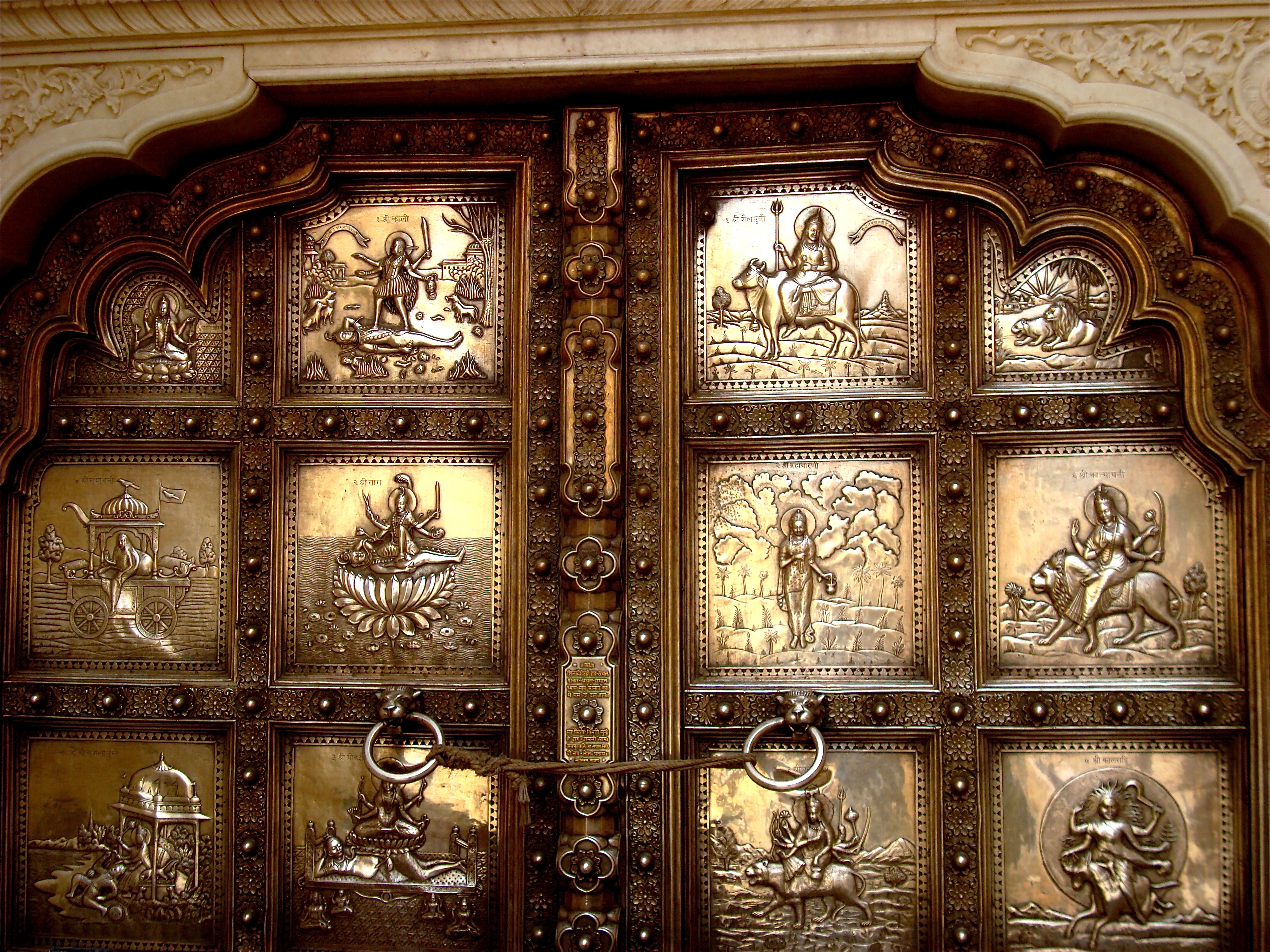
Porta a doppia anta, in argento sbalzato, di ingresso al tempio di Sila Devi

Sul lato destro del Jalebi Chowk c'è un piccolo ma elegante tempio chiamato tempio di Sila Devi (Sila Devi era l'incarnazione di Kālī o Durgā). L'ingresso al tempio avviene attraverso una doppia porta rivestita in argento con un altorilievo. La divinità principale all'interno del sancta santorum è affiancata da due leoni d'argento. La leggenda attribuita all'inserimento di questa divinità dice che il Maharaja Man Singh invocò benedizioni dalla dea Kali per la vittoria nella battaglia contro il Raja di Jessore nel Bengala. La dea, gli apparve in sogno e chiese al Raja di recuperare la sua immagine dal fondo del mare, inserirla in un tempio ed adorarla. Il Raja, dopo aver vinto la battaglia del Bengala nel 1604, recuperò l'idolo dal mare e lo pose nel tempio chiamandolo Sila Devi in quanto ricavato da un'unica lastra di pietra. All'ingresso del tempio, c'è anche una scultura di Ganesha, realizzata da un unico pezzo di corallo.
Un'altra versione della leggenda dice che il Raja Man Singh, dopo aver sconfitto il Raja di Jessore, ricevette in dono una lastra di pietra nera che si dice avesse un collegamento con la storia epica del Mahābhārata in cui Kamsa aveva ucciso i più anziani fratelli del dio Krishna su questa stessa pietra. Con questo dono, Man Singh tornò al regno dopo aver sconfitto Raja del Bengala e utilizzò questa pietra per scolpire l'immagine di Durgā Mahishasuramardini, che aveva ucciso il re demone Mahishasura, e la inserì nel tempio del forte come Sila Devi. Questa dea venne adorata da allora in poi come la divinità protettrice della famiglia Rajput di Jaipur. Tuttavia, la loro divinità di famiglia continuò ad essere Jamva Mata di Ramgarh.
Un'altra pratica associata a questo tempio è il rito religioso del sacrificio di animali durante i giorni di festa di Navrathri (una festa di nove giorni celebrata due volte l'anno). La pratica era quella di sacrificare un bufalo e anche capre l'ottavo giorno della festa davanti al tempio, alla presenza della famiglia reale e di un grande numero di devoti. Questa pratica è stata vietata nel 1975, dopo di che il sacrificio si è tenuto all'interno del parco del palazzo a Jaipur, rigorosamente come evento privato con la partecipazione dei soli parenti stretti della famiglia reale. Tuttavia, ora la pratica del sacrificio animale è stata completamente vietata presso i locali del tempio e le offerte fatte alla dea, sono solo di tipo vegetariano.

### Secondo cortile
Il secondo cortile, su per le scale al primo livello, ospita il Diwan-i-Aam o sala delle udienze pubbliche. Costruito con una doppia fila di colonne, il Diwan-i-Aam è una piattaforma con 27 colonne, ognuna delle quali sormontata da un capitello a forma di elefante, con gallerie sopra di esso. Come suggerisce il nome, il Raja (Re) teneva qui udienze pubbliche per ascoltare e ricevere petizioni da parte dei sudditi.

### Terzo cortile
Il terzo cortile era il luogo in cui si trovavano gli appartamenti privati del Maharaja. A questo cortile si accede attraverso la Ganesh Pol o porta di Ganesh, che è impreziosita da mosaici e sculture. Il cortile dispone di due edifici, uno di fronte all'altro, separati da un giardino alla maniera dei giardini Moghul. L'edificio a sinistra del cancello di ingresso è chiamato  Jai Mandir, ed è impreziosito da pannelli di vetro intarsiati nei soffitti con specchi multistrato. Gli specchi sono di forma convessa e progettati in modo da brillare luminosi sotto il lume di candela nel momento in cui queste erano in uso. Conosciuto anche come Sheesh Mahal (Palazzo degli specchi), i mosaici di specchi e vetri colorati erano uno "scrigno scintillante nella luce tremolante delle candele".  Lo Sheesh Mahal venne costruito dal re Man Singh nel XVI secolo e completato nel 1727. Questo fu anche l'anno di fondazione dello stato di Jaipur. Tuttavia, la maggior parte di questo lavoro è stato lasciato deteriorare durante il periodo 1970-1980, ma da allora è iniziato il restauro e la ristrutturazione. Le pareti della sala presentano bassorilievi in marmo scolpito e la sala offre un panorama sul lago Maota.
L'altro edificio presente nel cortile si trova di fronte allo Jai Mandir ed è noto come Sukh Niwas o Sukh Mahal (sala delle delizie). A questa sala si accede attraverso una porta di sandalo con intarsi in marmo. Dell'acqua corrente scorre in un canale aperto che attraversa questo edificio mantenendolo fresco, come un ambiente climatizzato. L'acqua di questo canale scorre nel giardino.
Fiore magico
Una particolare attrazione è il "fiore magico", un pannello di marmo scolpito alla base di uno dei pilastri del Palazzo degli specchi, raffigurante due farfalle in bilico; il fiore ha sette disegni unici, tra cui una coda di pesce, una foglia di loto, un cobra incappucciato, una proboscide d'elefante, una coda di leone, una pannocchia di mais e uno scorpione, ognuno dei quali è visibile nascondendo parte del pannello con le mani.
Palazzo di Man Singh I

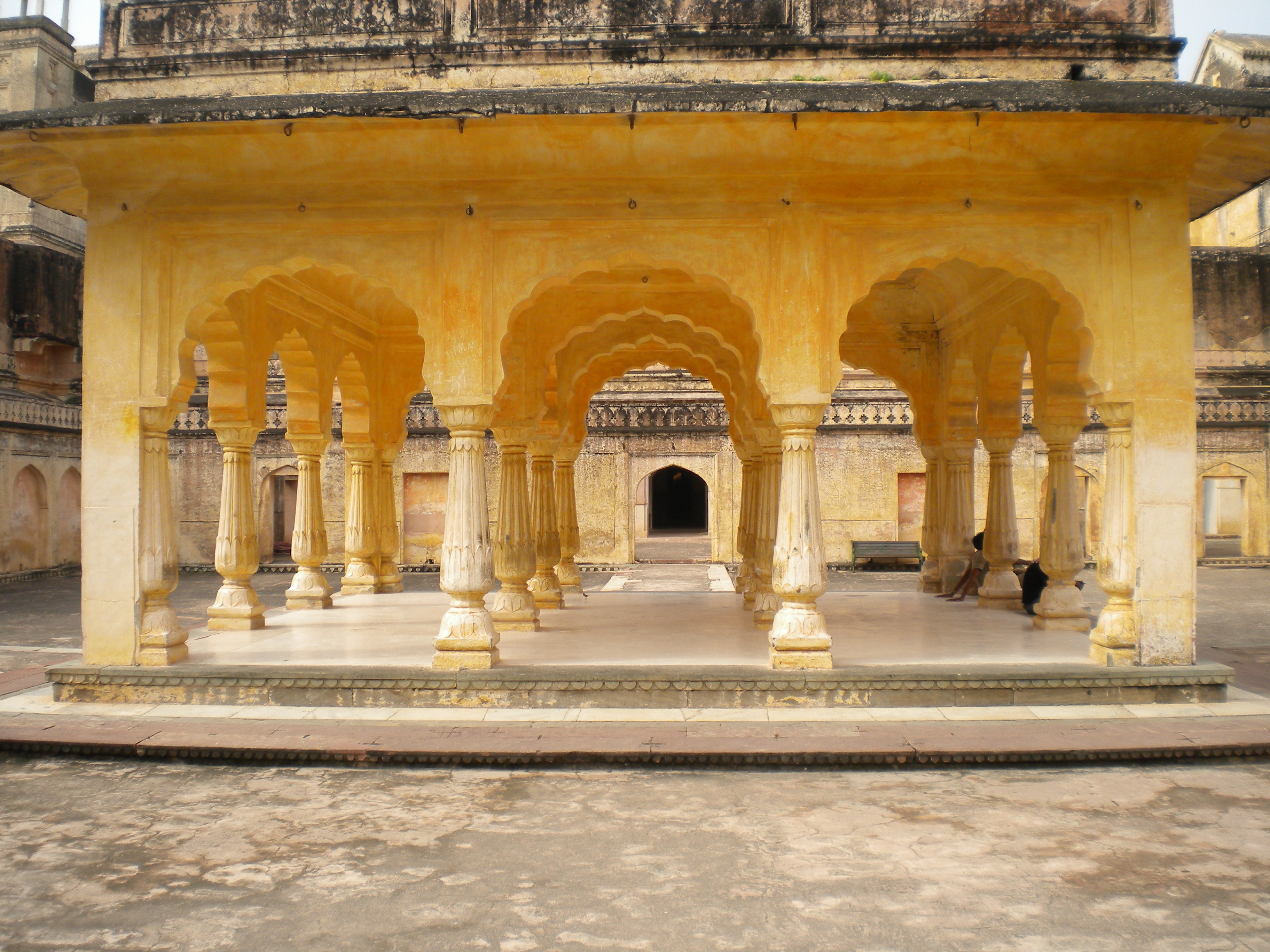
Padiglione Baradari nella piazza del palazzo di Man Singh I.

A sud di questo cortile si trova il palazzo di Man Singh I, che è la parte più antica del Forte. La sua costruzione durò 25 anni e venne completata nel 1599 durante il regno di Raja Man Singh I (1589–1614). Si tratta del palazzo principale del complesso. Nel cortile centrale del palazzo c'è il padiglione Baradari realizzato interamente su pilastri; affreschi e piastrelle colorate decorano le camere al piano terra e al primo piano. Questo padiglione (che era dotato di pareti per il riserbo di quanti lo abitavano) veniva utilizzato come sede di incontro con le Maharani (regine della famiglia reale). Tutti i lati di questo padiglione sono collegati a diverse piccole salette con balconi aperti. L'uscita da questo palazzo conduce alla città di Amer, una città patrimonio con molti templi, case sontuose e moschee.
Giardino
Il giardino, ubicato tra il Jai Mandir ad oriente e il Sukh Niwas ad occidente, entrambi costruiti su alte piattaforme nel terzo cortile, è stato costruito da Mirza Raja Jai Singh (1623-1668). È stato modellato sulle linee del Chahar Bagh o giardino moghul. Ha forma esagonale ed è attraversato da stretti canali di marmo che fiancheggiano una piscina a forma di stella con una fontana al centro. L'acqua fluisce, in cascate attraverso i canali, dal Sukh Niwas e anche dal canale a cascata chiamato "chini khana niches" che ha origine sulla terrazza del Jai Mandir.
Porta Tripolia
Porta Tripolia ovvero tre porte. Essa dà accesso al palazzo da occidente ed è aperta in tre direzioni, una verso il Jaleb Chowk, un'altra dà sul palazzo Man Singh Palace e la terza sul Zenana Deorhi verso sud.
Porta del leone
La porta del leone, era un tempo una porta sorvegliata militarmente; conduce alle stanze private del palazzo ed è chiamata porta del leone per sottolinearne la forza. Costruita durante il regno di Sawai Jai Singh (1699-1743), è decorata con affreschi; il suo allineamento è a zig-zag, probabilmente per motivi di sicurezza contro l'attacco di intrusi.

### Quarto cortile
Il quarto cortile è quello dove si trova la Zenana in cui vivevano le donne della famiglia reale, tra cui le concubine o amanti. Questo cortile ha molti salotti dove le regine risiedevano e che erano visitati dal re a sua scelta, senza che si sapesse presso quale regina era in visita, dato che tutte le camere si aprono su un corridoio comune.
La regina madre e la consorte del Raja vivevano in questa parte del palazzo (Zanani Deorhi), che ospitava anche le loro domestiche. Le regine madri si interessavano particolarmente dei temlpi di Amer.
Lo Jas Mandir è una sala per le udienze private, con intarsi floreali in rilievo di vetro e alabastro e anch'essa si trova in questo cortile.

## Conservazione

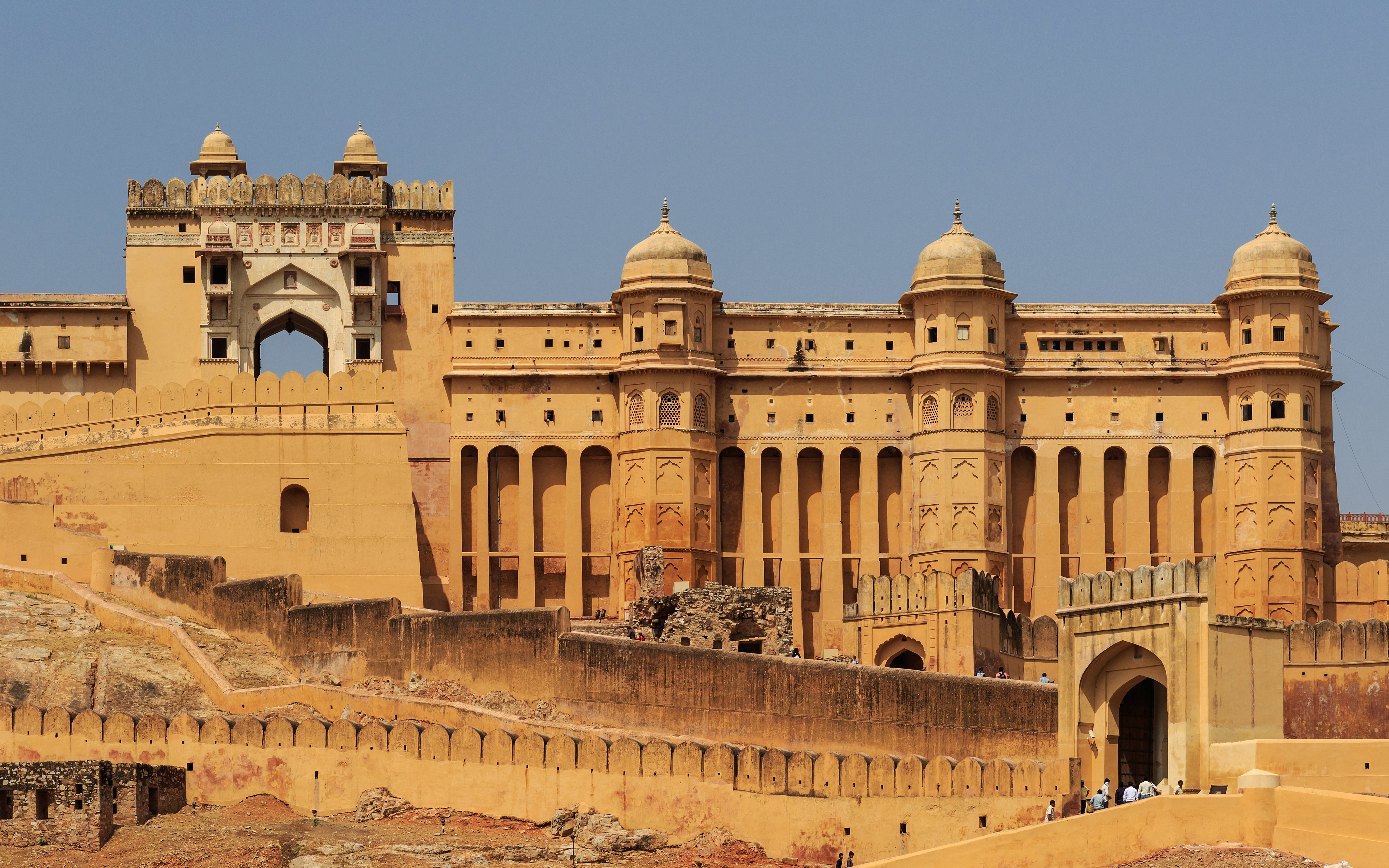
Vista del forte.

Sei forti del Rajasthan, Forte Amber, Forte Chittor, Forte Gagron, Forte di Jaisalmer, Forte Kumbhalgarh e Forte Ranthambore, sono stati inseriti tra i patrimoni dell'umanità dell'UNESCO nel corso della 37ª sessione del World Heritage Committee tenuta a Phnom Penh nel giugno 2013. Sono stati riconosciuti patrimonio culturale e un esempio dell'architettura militare Rajput.
La città di Amer, che è un punto di ingresso integrante e inevitabile del Forte Amber, è oggi una città la cui economia dipende dal grande afflusso di turisti (da 4.000 a 5.000 al giorno durante l'alta stagione turistica). Questa città si sviluppa su una superficie di 4 km2 e ha diciotto templi, tre Jain Mandir e tre moschee. Essa è stata indicata, dal Fondo Mondiale dei Monumenti (WMF) come uno dei 100 siti in via di estinzione in tutto il mondo; fondi per la conservazione sono forniti dal Roberts Willson Challenge Grant. A partire dal 2005, 87 elefanti vivevano all'interno del Forte, ma si dice che molti di essi fossero malnutriti.
Sono stati intrapresi lavori di restauro per un valore di US $ 8,88 milioni da parte dell'Amer Development and Management Authority (ADMA). Tuttavia, questi lavori di ristrutturazione sono stati oggetto di un intenso dibattito e criticati rispetto alla loro idoneità a mantenere e conservare la storicità e le caratteristiche architettoniche delle antiche strutture. Un altro problema che è stato sollevato è la commercializzazione del luogo.
Una troupe cinematografica che girava un film al forte Amber ha danneggiato un baldacchino antico di 500 anni, ha demolito il vecchio tetto di calcare del Chand Mahal, ha creato dei fori per il fissaggio delle apparecchiature che hanno fatto entrare grandi quantità di sabbia nel Jaleb Chowk, in totale disprezzo e violazione dei monumenti, dei siti archeologici e degli antichi reperti del Rajasthan.
L'Alta Corte del Rajasthan di Jaipur è intervenuta fermando le riprese del film con l'osservazione che "purtroppo, non solo il pubblico, ma soprattutto le (sic) autorità interessate sono diventate cieche, sorde e mute, abbagliate dal luccichio del denaro. Questi storici monumenti protetti sono diventati una fonte di reddito".

### Sullo sfruttamento degli elefanti
Diversi gruppi d'opinione hanno sollevato preoccupazioni per quanto riguarda l'abuso sugli elefanti e il loro traffico e hanno messo in evidenza quella che alcuni considerano la pratica disumana di cavalcare elefanti fino al complesso del palazzo di Amber. L'organizzazione PETA e le autorità dello zoo centrale hanno preso in esame questo grave problema. L'Haathi gaon (villaggio degli elefanti) si dice sia in violazione del controllo sugli animali addomesticati, e un gruppo del PETA ha trovato elefanti incatenati con punte dolorose, ciechi, malati, feriti e costretti a lavorare, e con zanne e orecchie mutilate.

## Galleria d'immagini

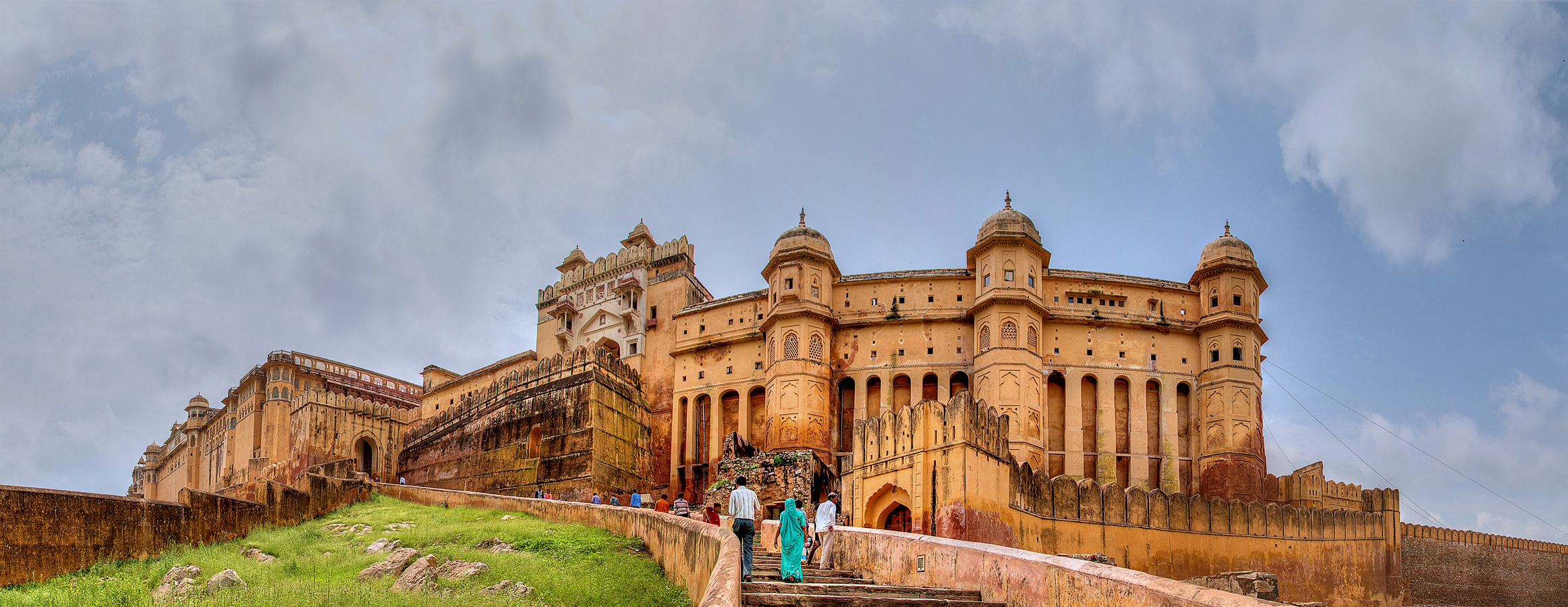
Vista panoramica di Forte Amber.
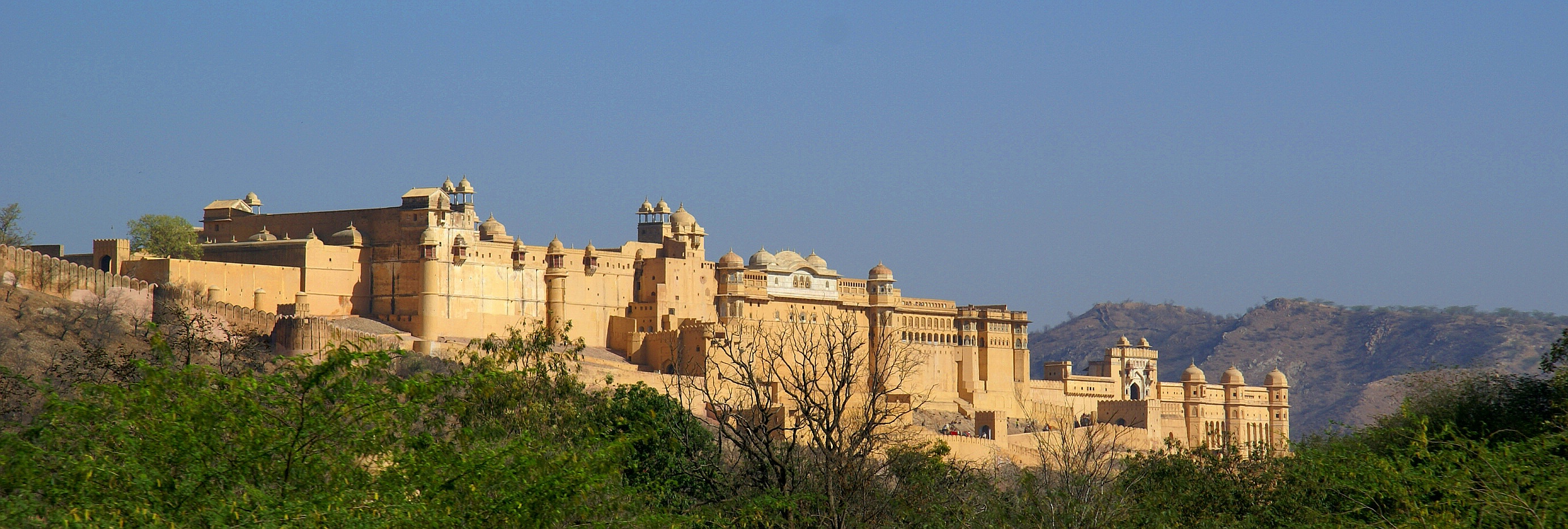
Vista mattutina dalla strada del Forte Amber.
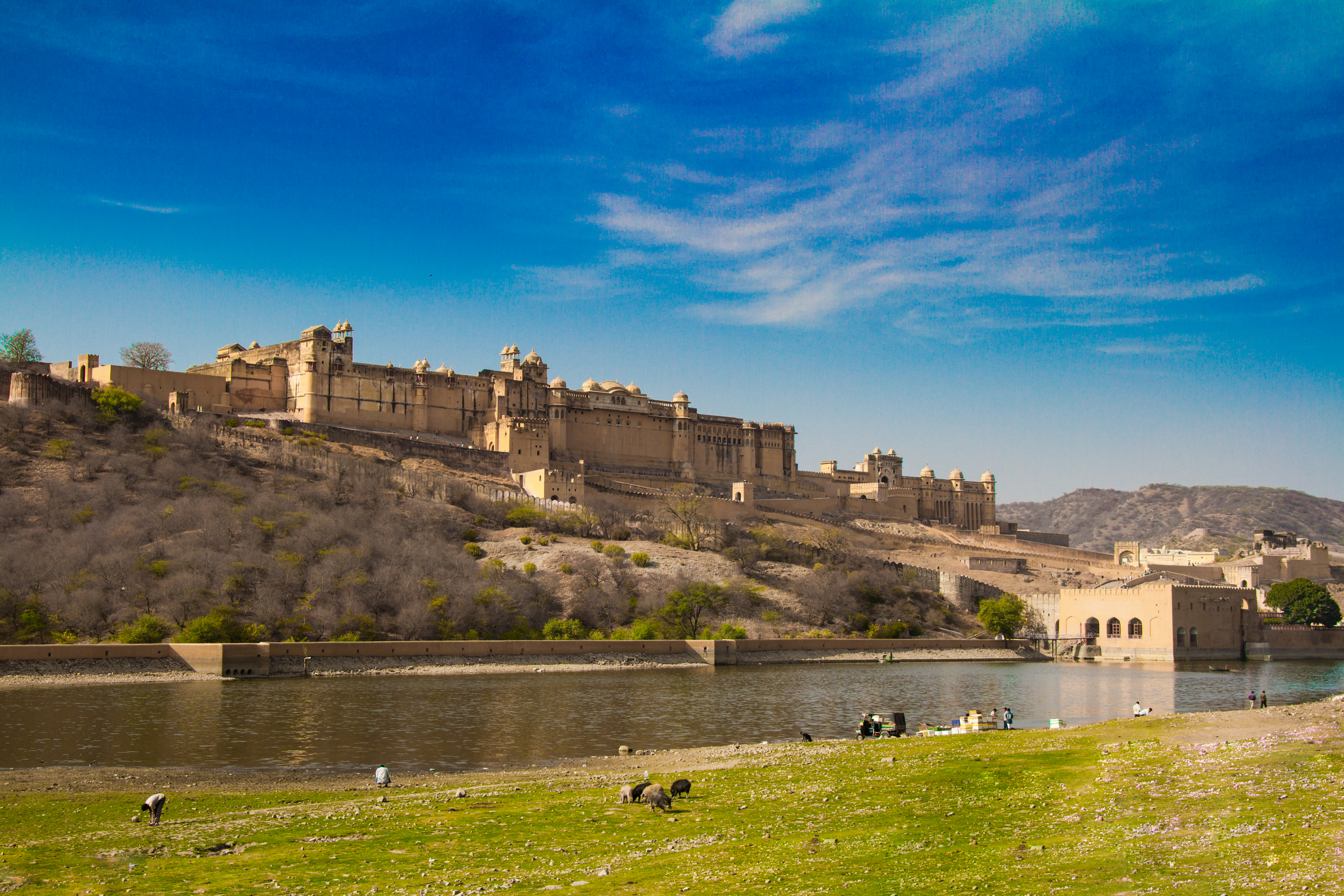
Forte Amber sulla collina.
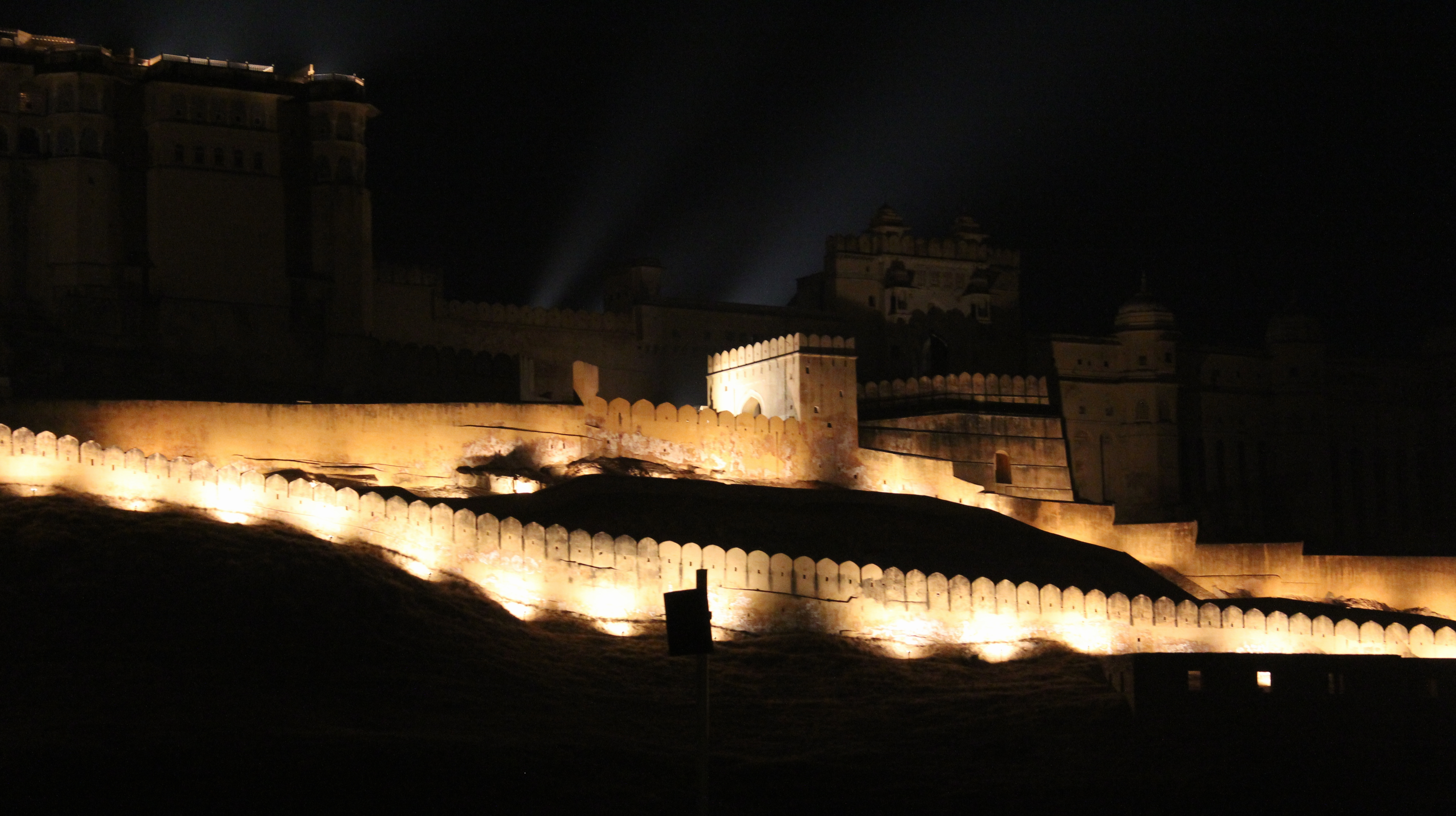
Forte Amber di notte.
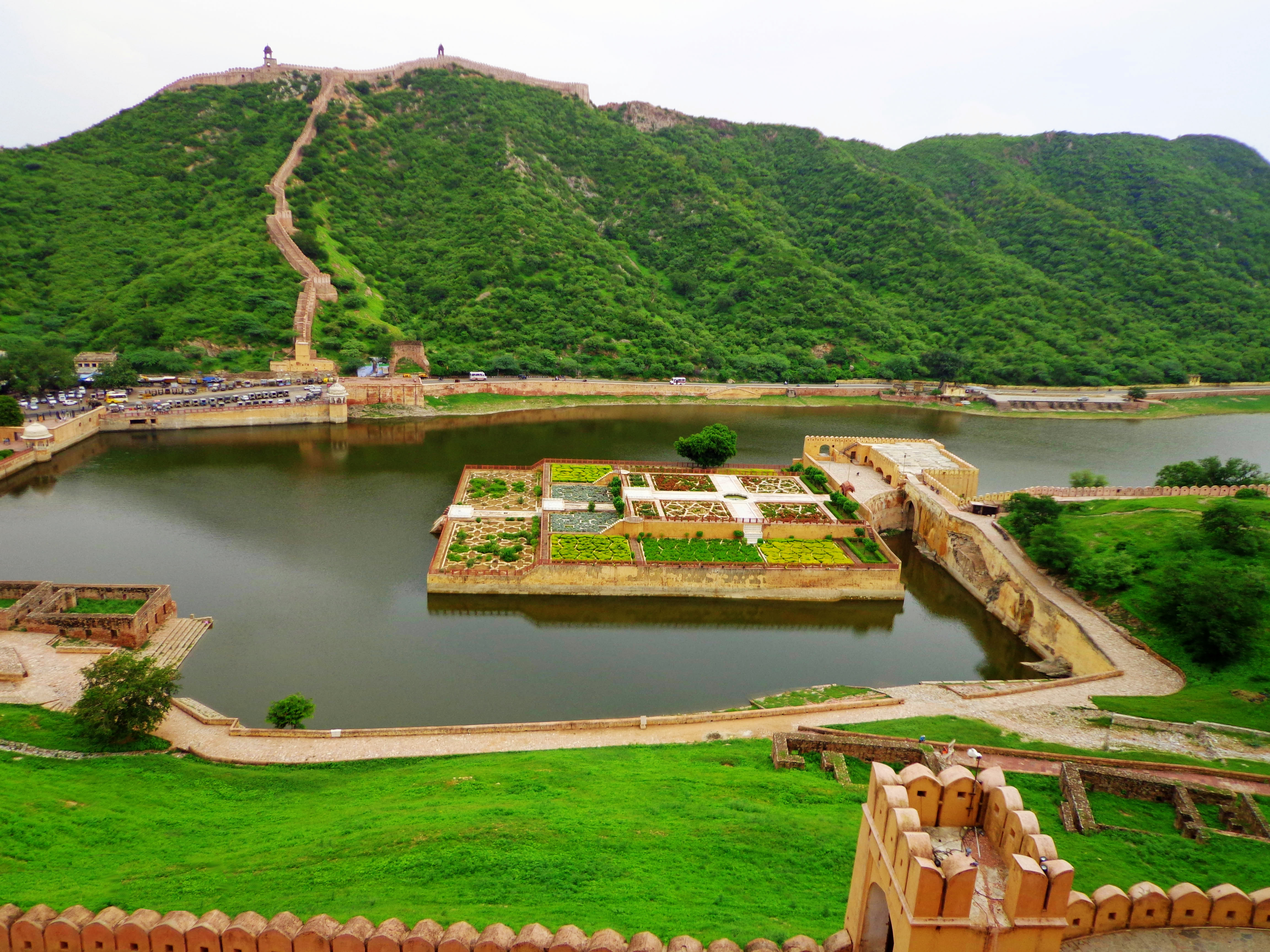
Lago Maota e Kesar Kyari (giardini Saffron).
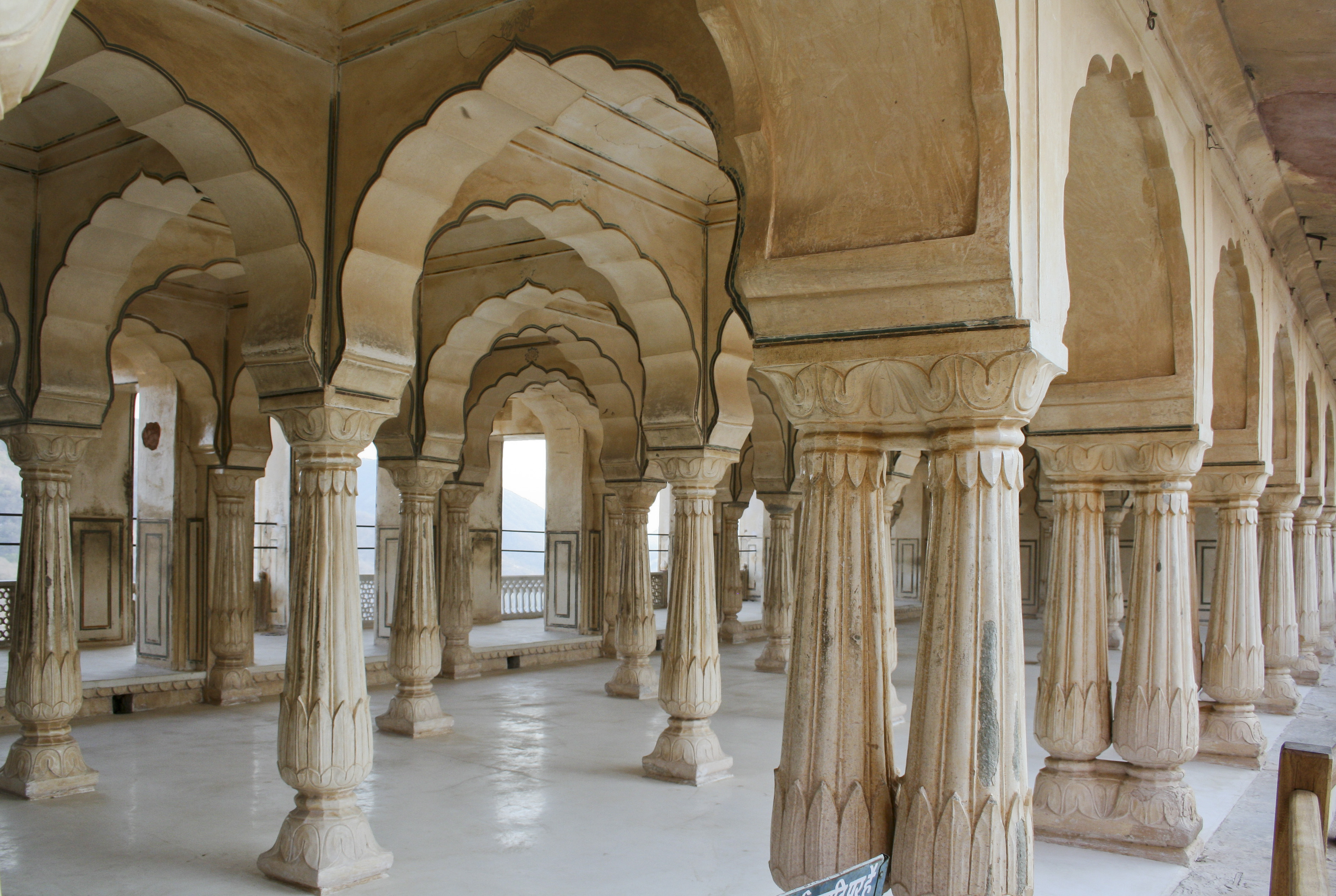
Diwan-i-Aam con 27 pilastri.
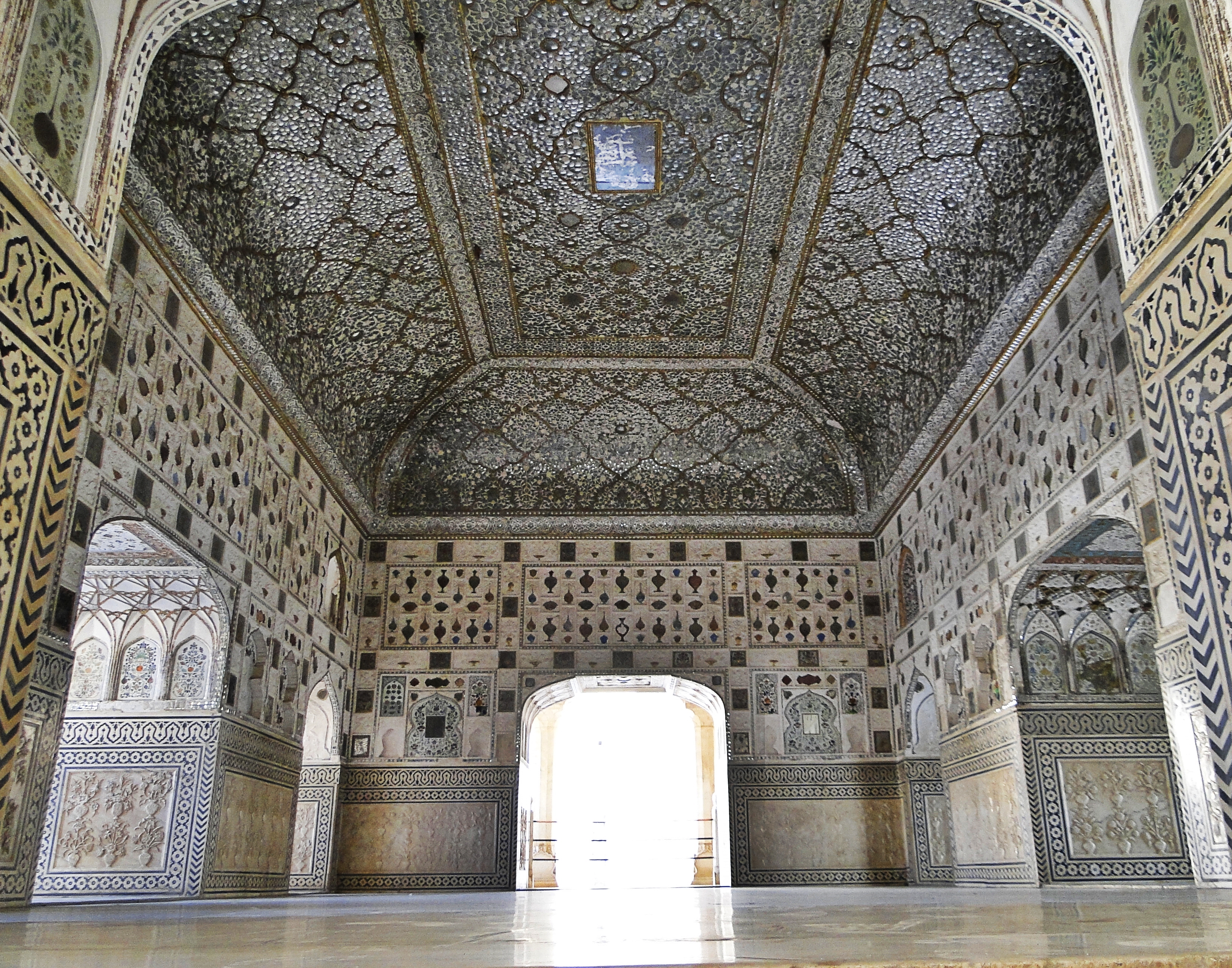
Sheesh Mahal
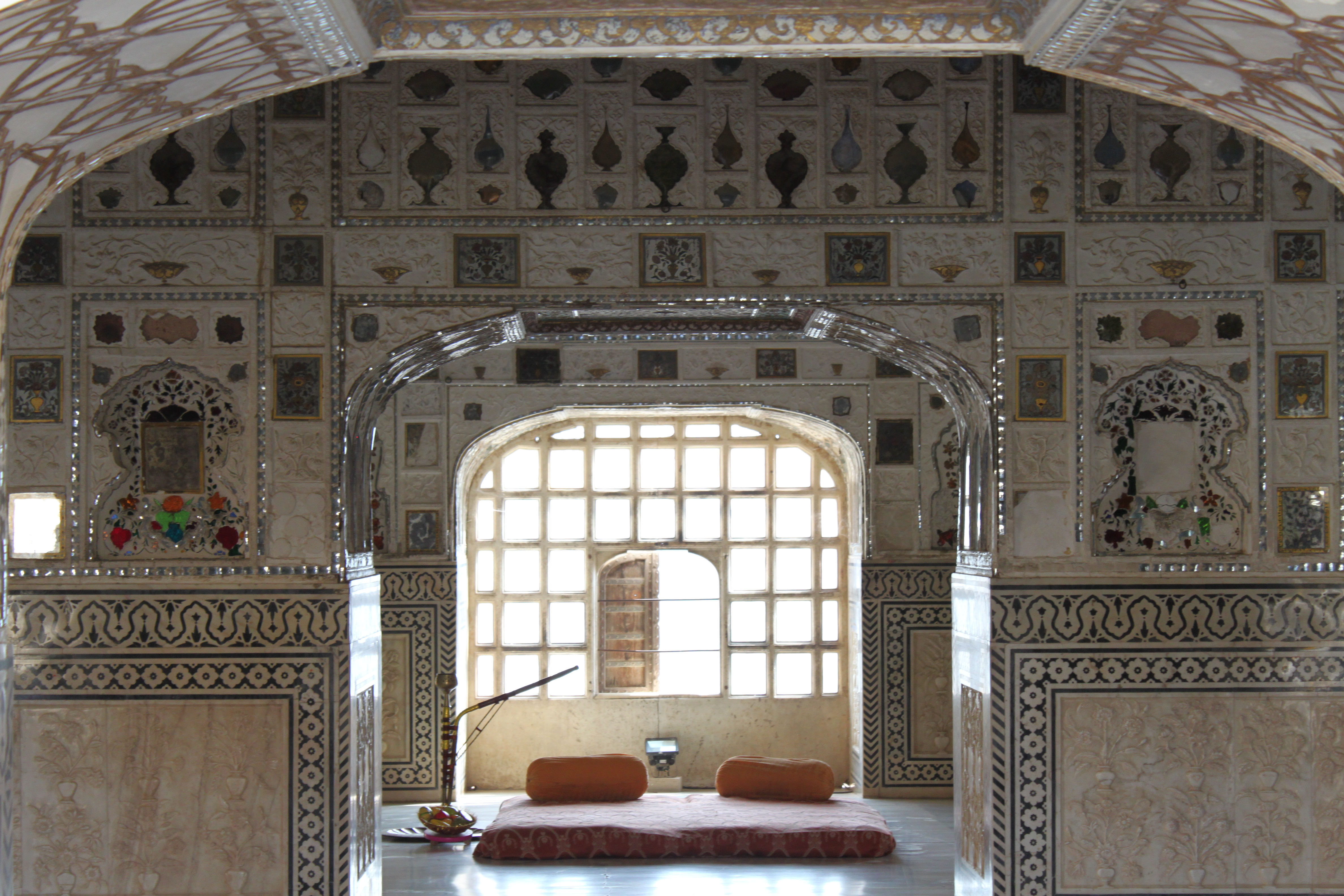
Secondo cortile con il palazzo degli specchi.